# Calle de Rioja (Vitoria)
La calle de Rioja es una vía pública de la ciudad española de Vitoria.

## Descripción
La vía, que había sido parte del camino de Arechavaleta, adquirió título propio en 1881. Discurre desde la plaza de Nuestra Señora de los Desamparados, donde conecta con la calle de la Paz, hasta la de Manuel Iradier. Tiene cruce con la de la Florida. Durante unos años, entre 1931 y 1936, se conoció como «calle de García Hernández», en honor de Ángel García Hernández, militar republicano nacido en la vía y ejecutado por su participación en la sublevación de Jaca. Recuperó después el título original, que recuerda a la comunidad autónoma española de La Rioja, por estar en la dirección que toma la calle.
Aparece descrita en la Guía de Vitoria (1901) de José Colá y Goiti con las siguientes palabras:

Calle de Rioja.—Se le dió este nombre, que es el primitivo, en 1881, y antes era parte del camino de Arechavaleta. Principia en la calle de Don Ramón Ortíz de Zárate y concluye en el paso á nivel del ferrocarril del Norte.
(Colá y Goiti, 1901, p. 54)

A lo largo de los años, han tenido sede en la calle el Sindicato Agrícola Alavés, el Deportivo Alavés, el Centro Vasco, el Círculo Jaimista, la Lírica Vitoriana, la Agrupación Artística Alavesa, La Lira, la sociedad Kapitxitxi y la Lírico-Dramática, entre otras instituciones y varios comercios. En la calle nació, asimismo, la actriz María de las Nieves Silos y López de la Calle, más conocida como Blanca de Silos.